# Lim Biow Chuan

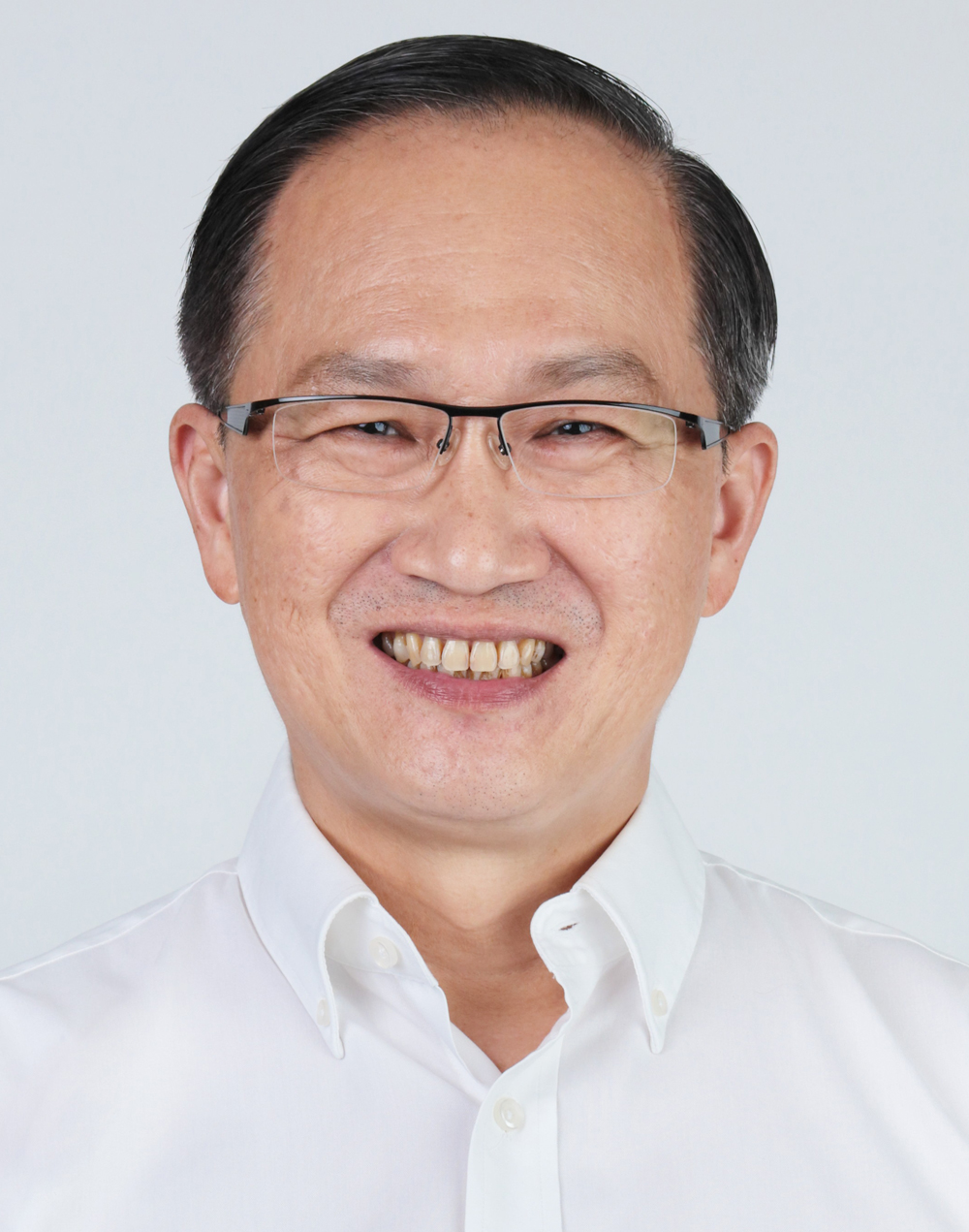
Lim Biow Chuan (1. April 2021)

Lim Biow Chuan (chinesisch 林谋泉, Pinyin Lín Móuquán; * 1963) ist ein singapurischer Politiker der Volksaktionspartei PAP (People’s Action Party), der seit 2006 Mitglied des Parlaments ist und von 2016 bis 2020 als Deputy Speaker stellvertretender Parlamentspräsident war.

## Leben
Lim Biow Chuan begann nach dem Besuch der Victoria School und des Temasek Junior College (TJC) ein Studium der Rechtswissenschaften an der National University of Singapore NUS, welches er mit einem Bachelor of Laws (LL.B.) beendete. Nach seiner anwaltlichen Zulassung nahm er 1989 eine Tätigkeit als Rechtsanwalt auf und wurde Seniorpartner der Anwaltskanzlei Derrick Wong & Lim BC LLP sowie Notar. Neben seiner beruflichen Tätigkeit engagierte er sich in der Methodistische Kirche als Vorsitzender des Pfarrgemeinderates der Ang Mo Kio Methodist Church und war Mitglied des Rates für öffentlichen Verkehr (Public Transport Council). Des Weiteren war er Vorsitzender des Gemeinderates von Marine Parade und wurde für seine Verdienste im Gemeinwesen 2001 mit der Public Service Medal (PBM) ausgezeichnet. Er war zudem Direktor des Financial Industry Disputes Resolution Centre Pte Ltd (FIDREC), das zur Schlichtung finanzieller Streitigkeiten zwischen Verbrauchern und Finanzinstituten eingerichtet wurde, sowie Direktor der Marine Parade Leadership Foundation, eine Stiftung, die gegründet wurde, um zukünftige Gemeindevorsteher zu fördern.
Lim begann zugleich sein politisches Engagement für die People’s Action Party und wurde für diese bei den Parlamentswahlen in Singapur am 6. Mai 2006 im Mehrpersonenwahlkreis (Group representation constituency) von Marine Parade GRC zum Mitglied des Parlaments gewählt. Während der elften Legislaturperiode war er in der ersten und zweiten Sitzungsperiode jeweils Mitglied des Ausschusses für öffentliche Petitionen (Public Petitions Committee). Bei den darauf folgenden Parlamentswahlen am 7. Mai 2011 wurde er für die PAP erstmals im Einerwahlkreis SMC (Single Member Constituency) von Mountbatten zum Mitglied des Parlaments wiedergewählt und vertritt diesen Wahlkreis nach seinen Wiederwahlen am 11. September 2015 und am 10. Juli 2020 seither. Im Juni 2012 wurde er Präsident der Verbraucherschutzorganisation CASE (Consumers Association of Singapore). Während der 13. Legislaturperiode (2015 bis 2020) war er in der ersten und zweiten Sitzungsperiode jeweils Mitglied des Geschäftsordnungsausschusses (Standing Orders Committee). Darüber hinaus wurde er am 25. Januar 2016 Deputy Speaker und war damit bis zum 23. August 2020 zusammen mit Charles Chong Stellvertreter von Parlamentspräsidentin Halimah Yacob beziehungsweise ab 2017 von deren Nachfolger Tan Chuan-Jin. In der aktuellen 14. Legislaturperiode wurde er in der ersten Sitzungsperiode Mitglied des Schätzungsausschusses (Estimates Committee). Des Weiteren war er Mitglied der Parlamentarischen Regierungsausschüsse GPC (Government Parliamentary Committee) für Verkehr sowie für Arbeitskräfte.